# مسجد آدهای دین کا جانپرا
مسجد آدهای دین کا جانپرا (به معنای کلمه "آلونک دو و نیم روز") یک مسجد تاریخی در شهر اجمیر در ایالت راجستان هند است. این مسجد یکی از قدیمی‌ترین مساجد هند و قدیمی‌ترین بنای تاریخی باقی مانده در اجمر است.
این مسجد که توسط قطب الدین ایبک در سال ۱۱۹۲ پس از میلاد و توسط ابوبکر هرات طراحی شده‌است، نمونه ای از معماری اولیه هند و اسلامی است. این سازه در سال ۱۱۹۹ پس از میلاد تکمیل شد و در سال ۱۲۱۳ پس از میلاد توسط ایلتوتمیش دهلی توسعه یافت. نمونه اولیه معماری هندو-اسلامی، بیشتر ساختمان توسط سنگ تراشان هندو، تحت نظارت مدیران افغان ساخته شده‌است. این مسجد بیشتر ویژگی‌های اصلی هندی را به ویژه در ستون‌های تزئین شده، حفظ کرده‌است.
این سازه تا سال ۱۹۴۷ به عنوان مسجد استفاده می‌شد. پس از استقلال هند، این سازه به دایره باستان‌شناسی هند در جیپور واگذار شد و امروزه مورد بازدید مردم از همه ادیان است و به عنوان نمونه ای عالی از ترکیبی از معماری هند، هندو، مسلمان و جین شناخته می‌شود.

## لغات‌شناسی
«آدهای دین کا جانپرا» در لغت به معنای «آلونک دو و نیم روزه» است. یک افسانه می‌گوید که بخشی از مسجد در دو روز و نیم ساخته شد. هم چنین برخی از صوفیان ادعا می‌کنند که این نام به معنای زندگی موقت انسان بر روی زمین است.
به گفته متخصصان باستان‌شناسی هند، این نام احتمالاً از یک بازار دو و نیم روزه است که قبلاً در این مکان برگزار می‌شده‌است. دانشگاه هندی هار بیلاس ساردا اشاره می‌کند که نام «آدهی-دین-کا-جانپرا» در هیچ منبع تاریخی ذکر نشده‌است. قبل از قرن هجدهم، این مسجد به سادگی به عنوان «مسجد» شناخته می‌شد، زیرا قرن‌ها تنها مسجد در اجمر بود. زمانی که صوفی‌های معروف به فقیر برای جشن عرس (سالگرد مرگ) رهبر خود، پنجابه شاه در اینجا گرد آمدند، به عنوان کلبه (jhonpra) شناخته شد. این اتفاق در دوران مراتا، در نیمه دوم قرن هجدهم رخ داد. مراسم عرس دو روز و نیم طول کشید و در نتیجه نام امروزی مسجد از آن اخذ شد.
الکساندر کانینگهام این ساختمان را به عنوان "مسجد بزرگ اجمر" توصیف کرده‌است.

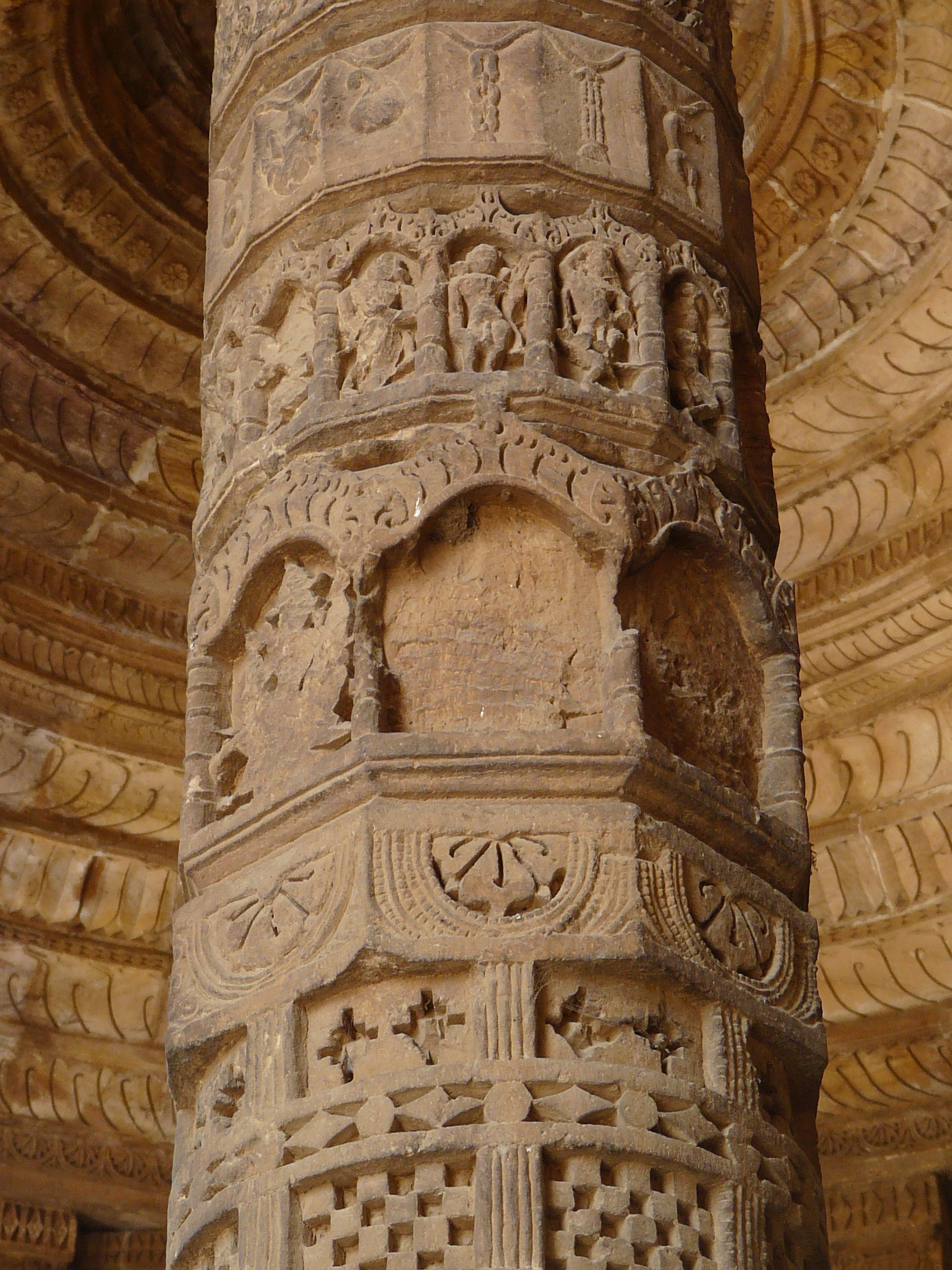
ستون مسجد به سبک هندو جین

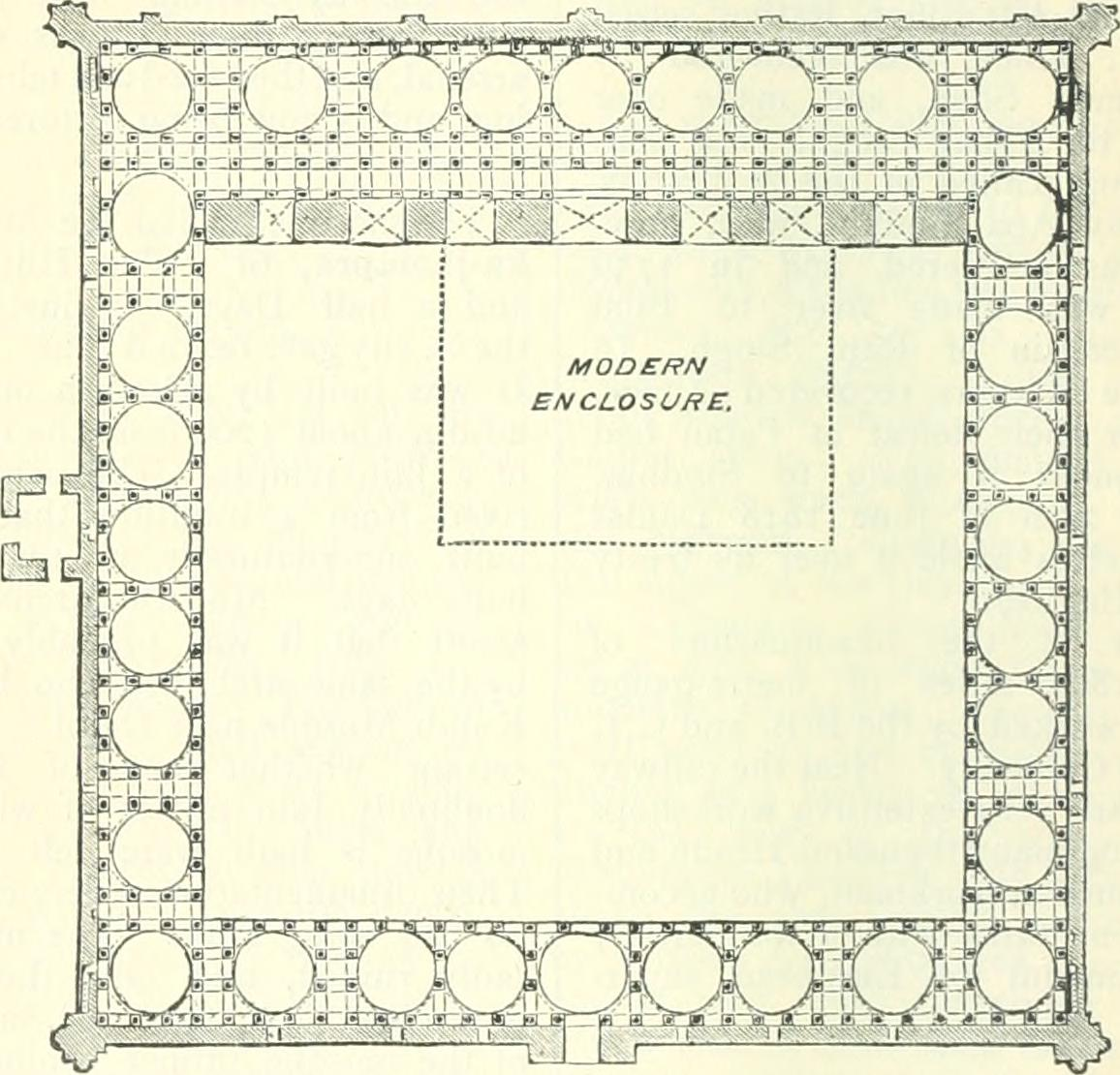
نقشه پلان ساختمان

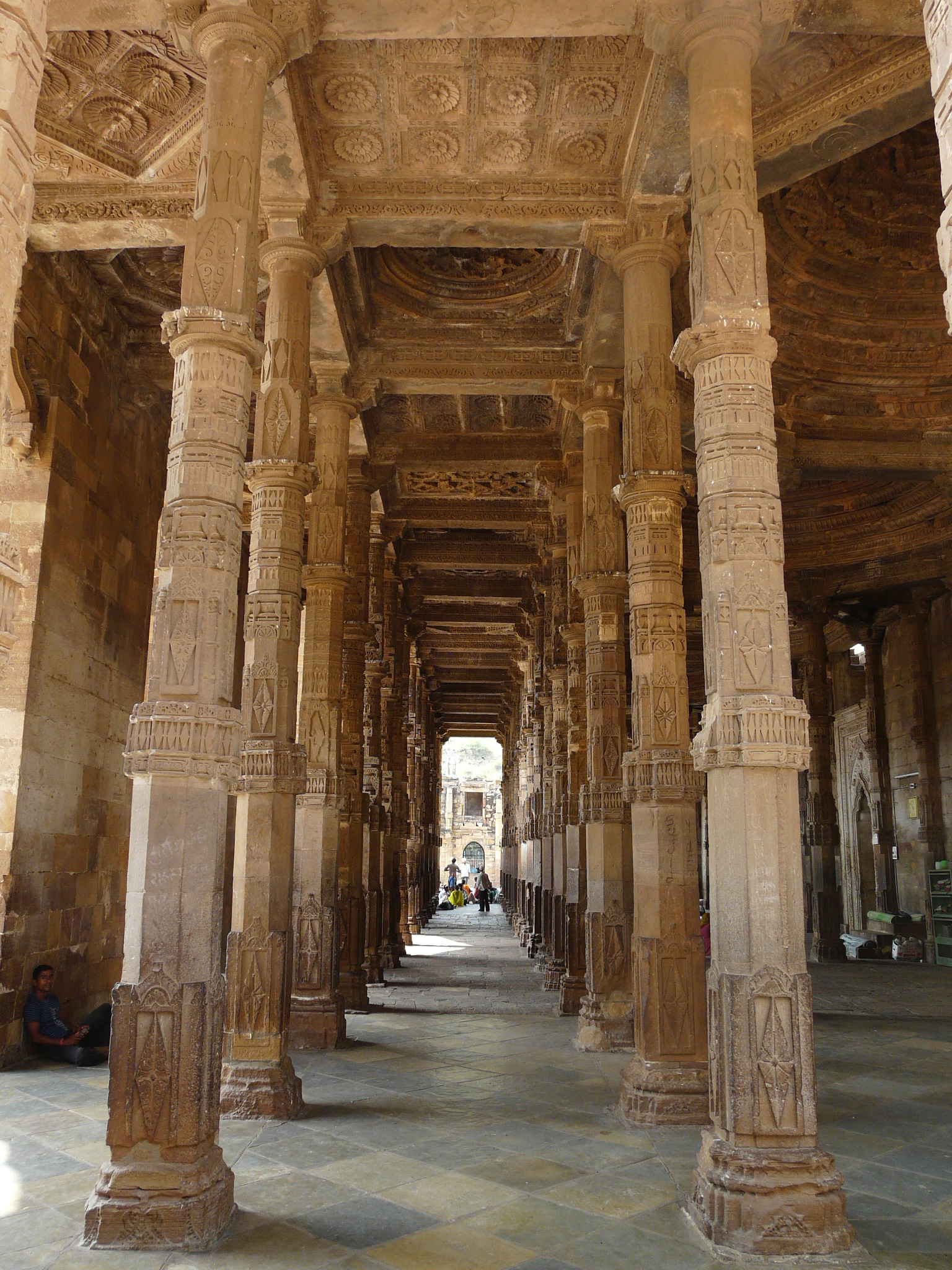
ستون ها
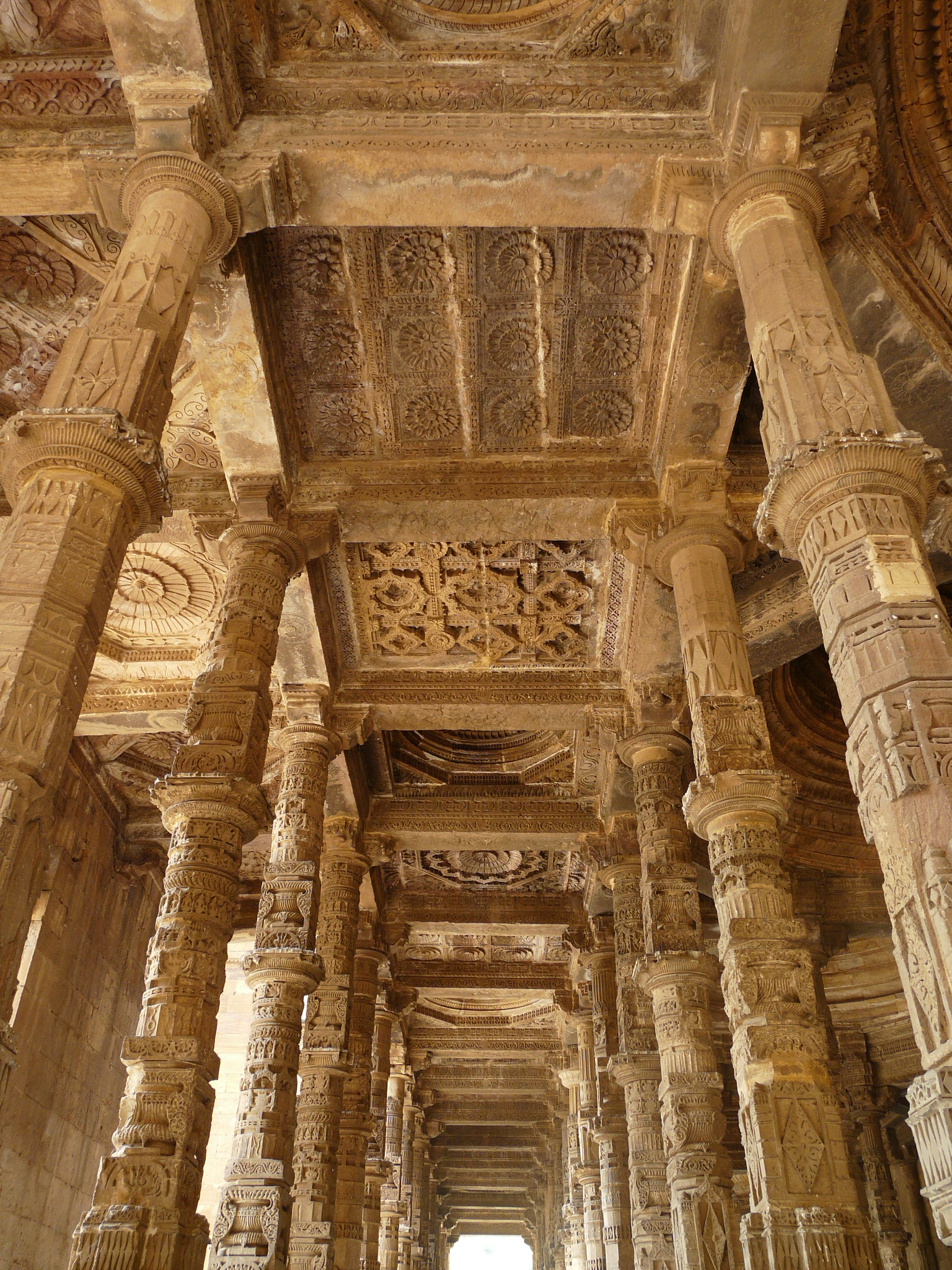
سقف
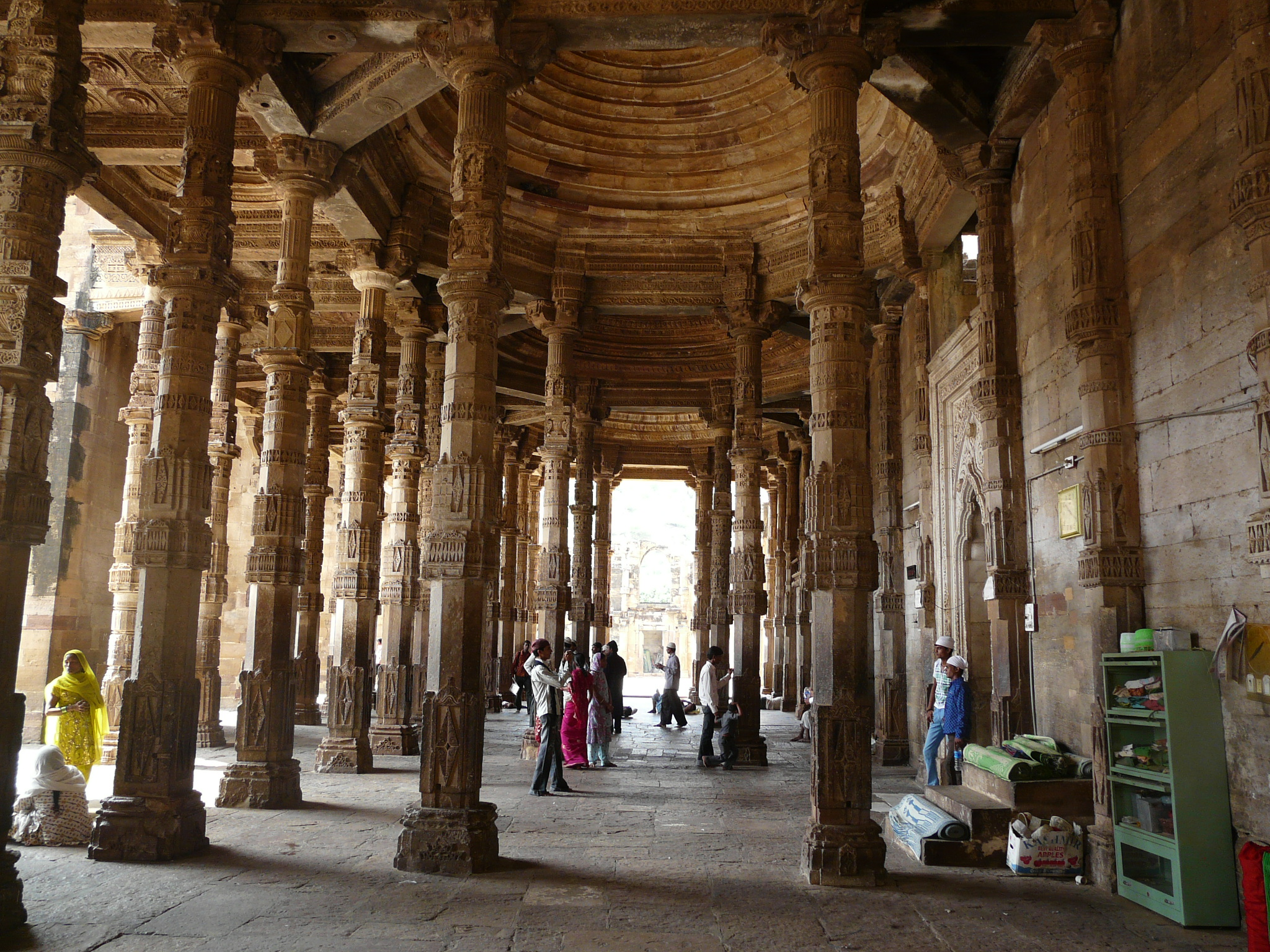
محراب
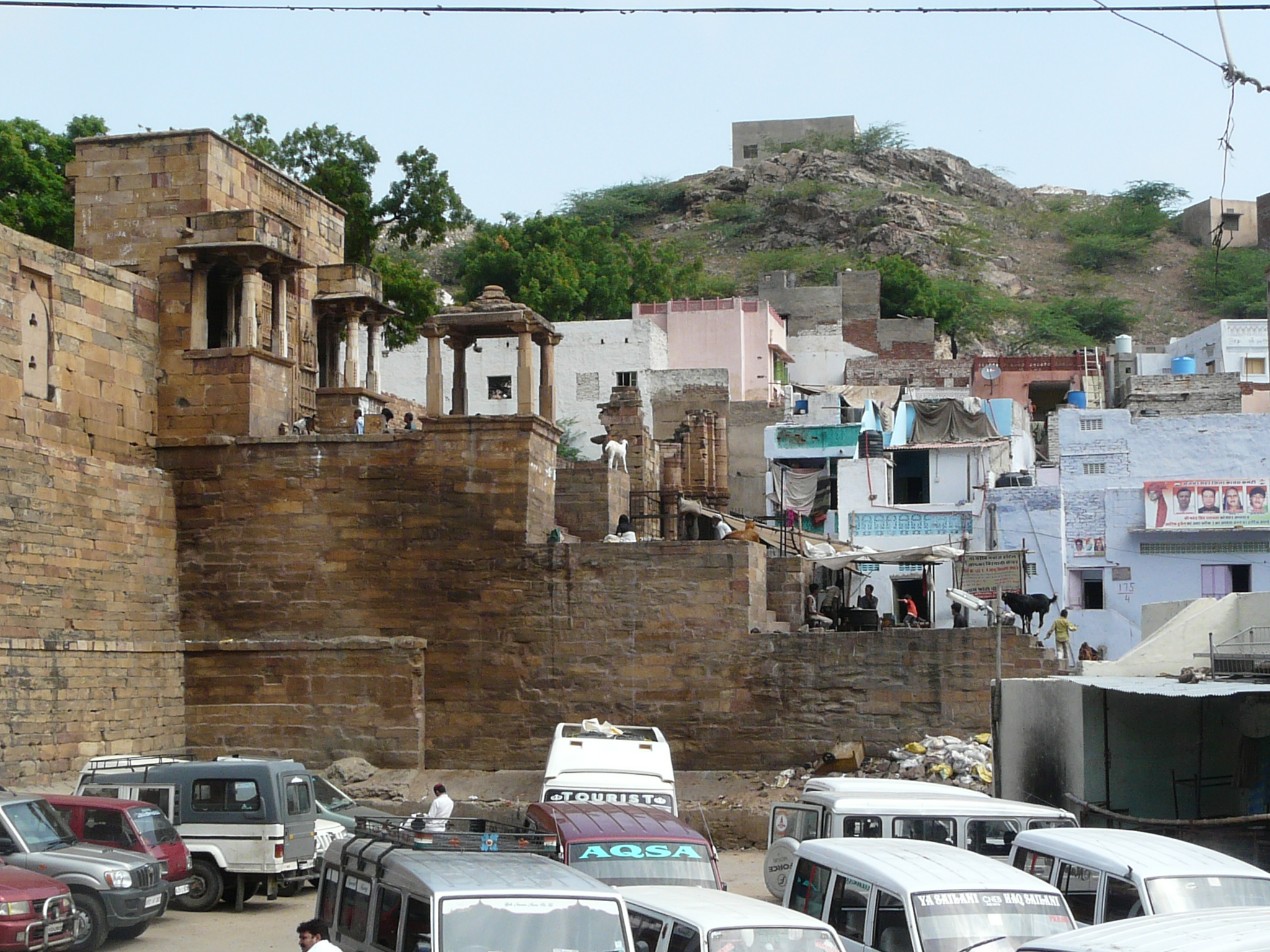
راه پله ورودی

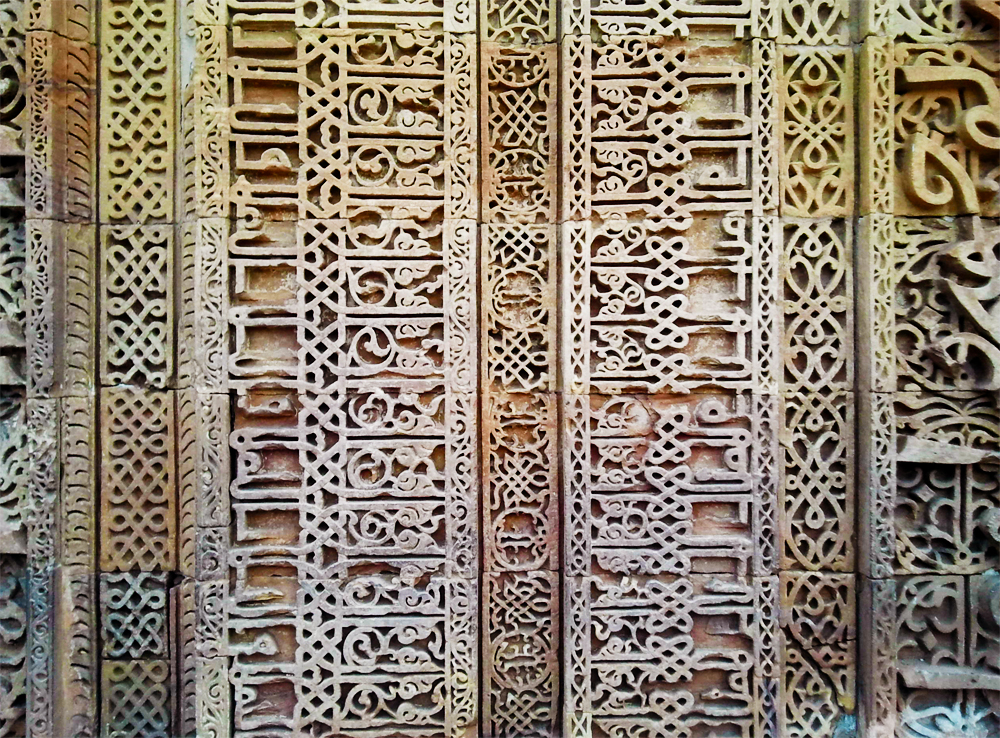
کنده کاری‌های آراسته و کتیبه‌های کوفی
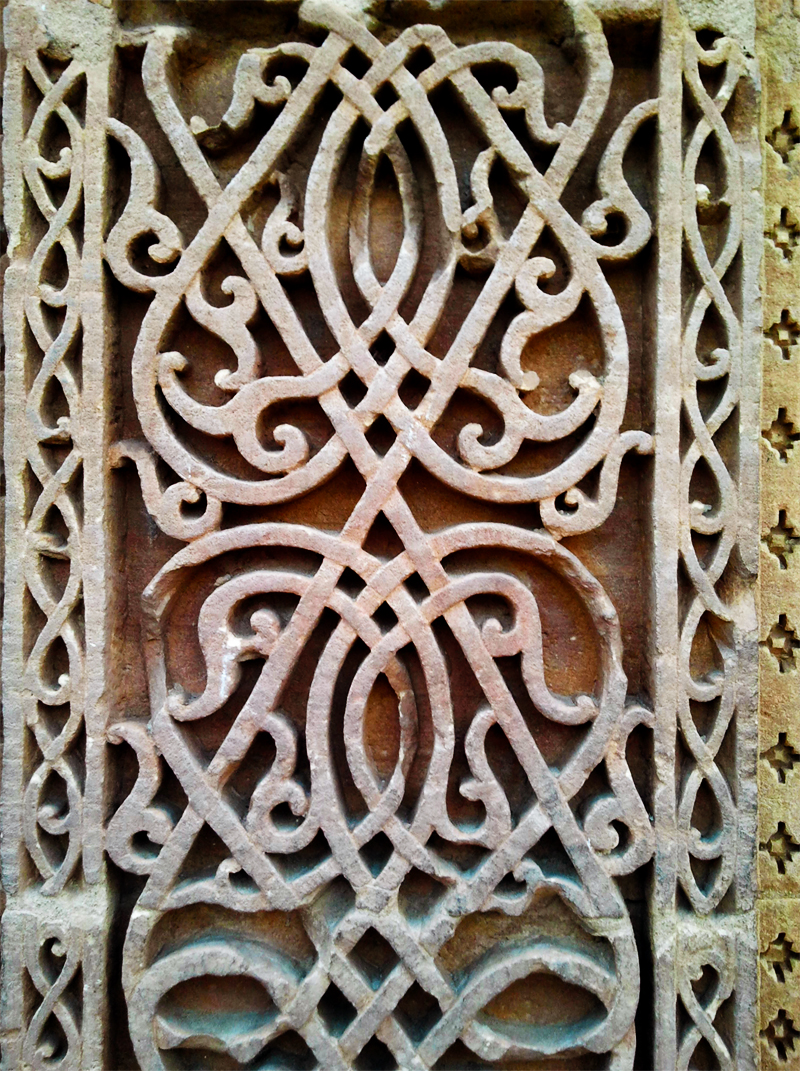
موتیف گل
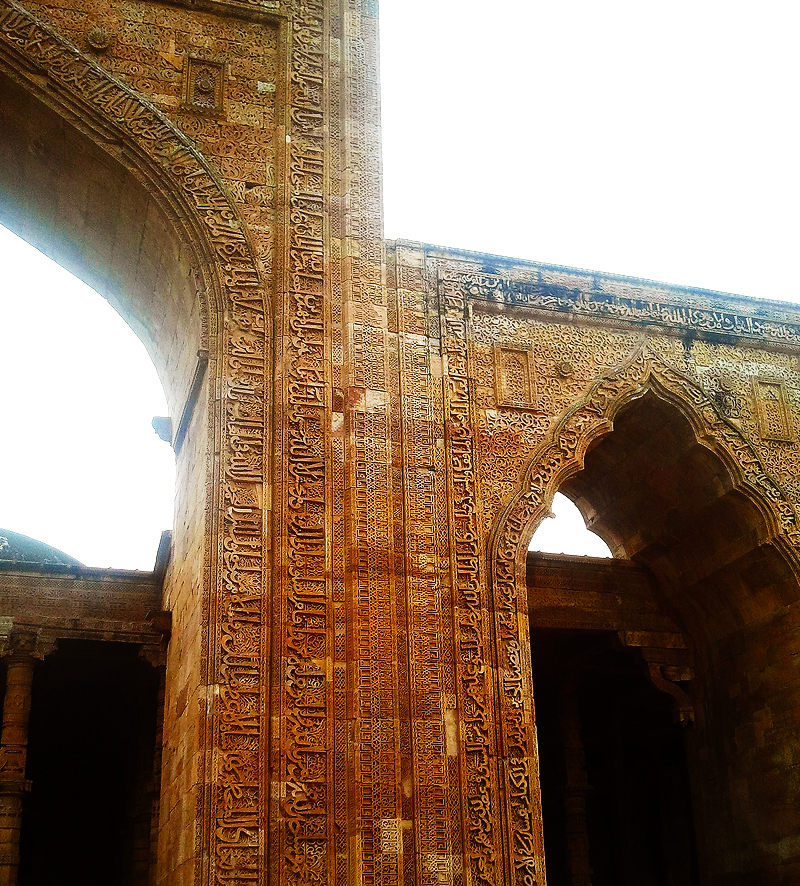
طاق‌هایی با کتیبه‌هایی از قرآن
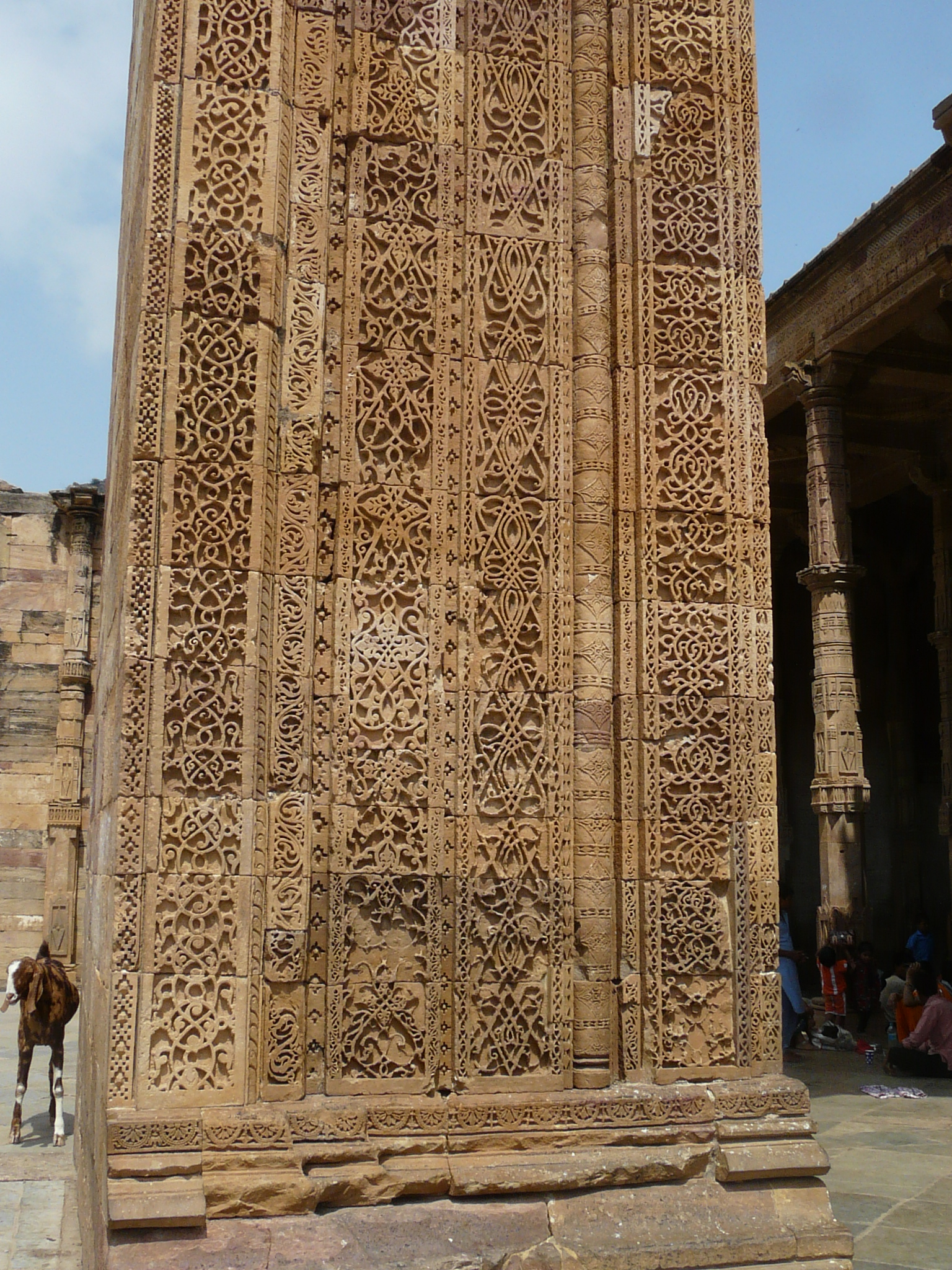
دیواره تزئینی
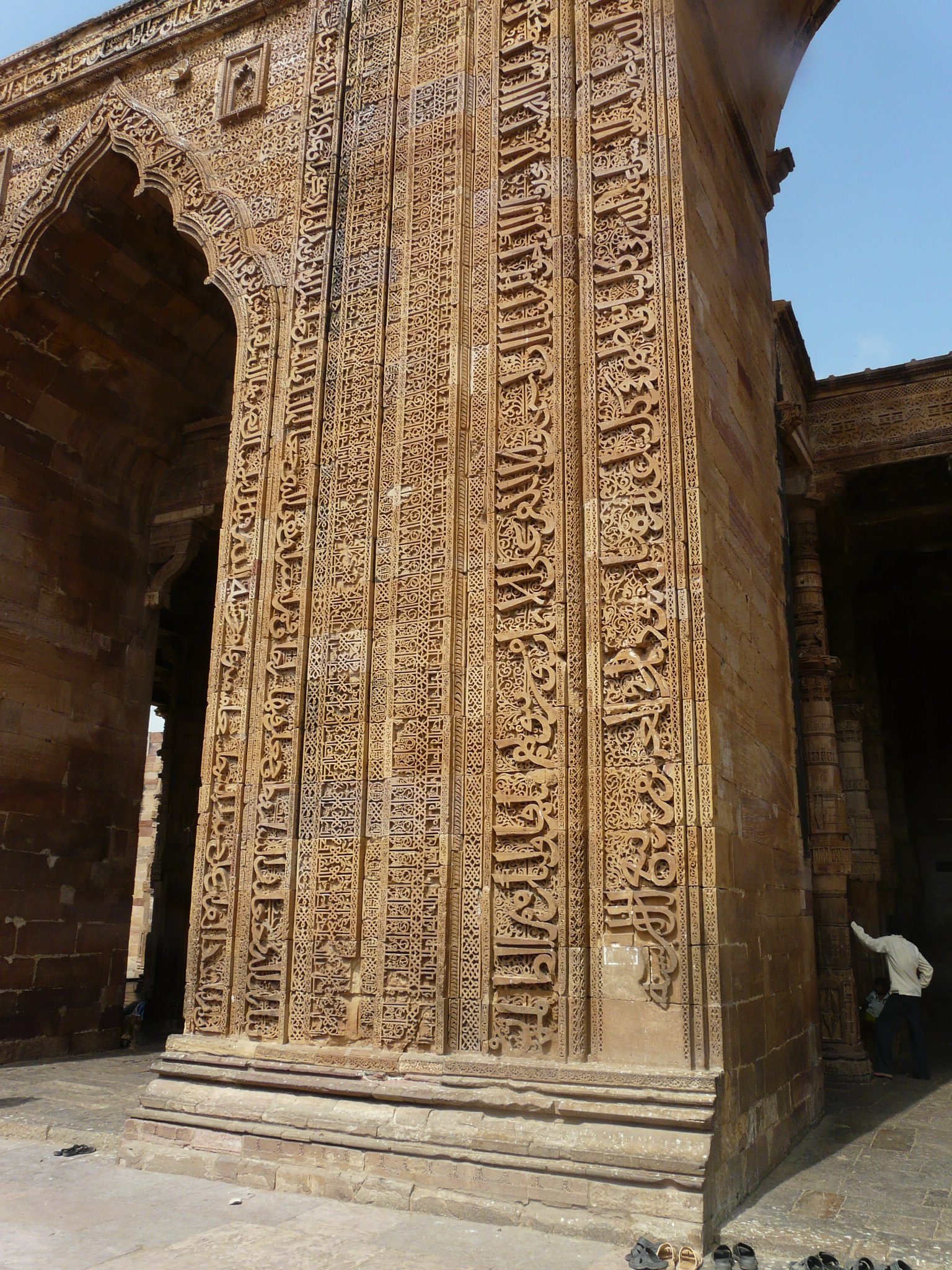
نوشته‌های روی دیوار صفحه نمایش

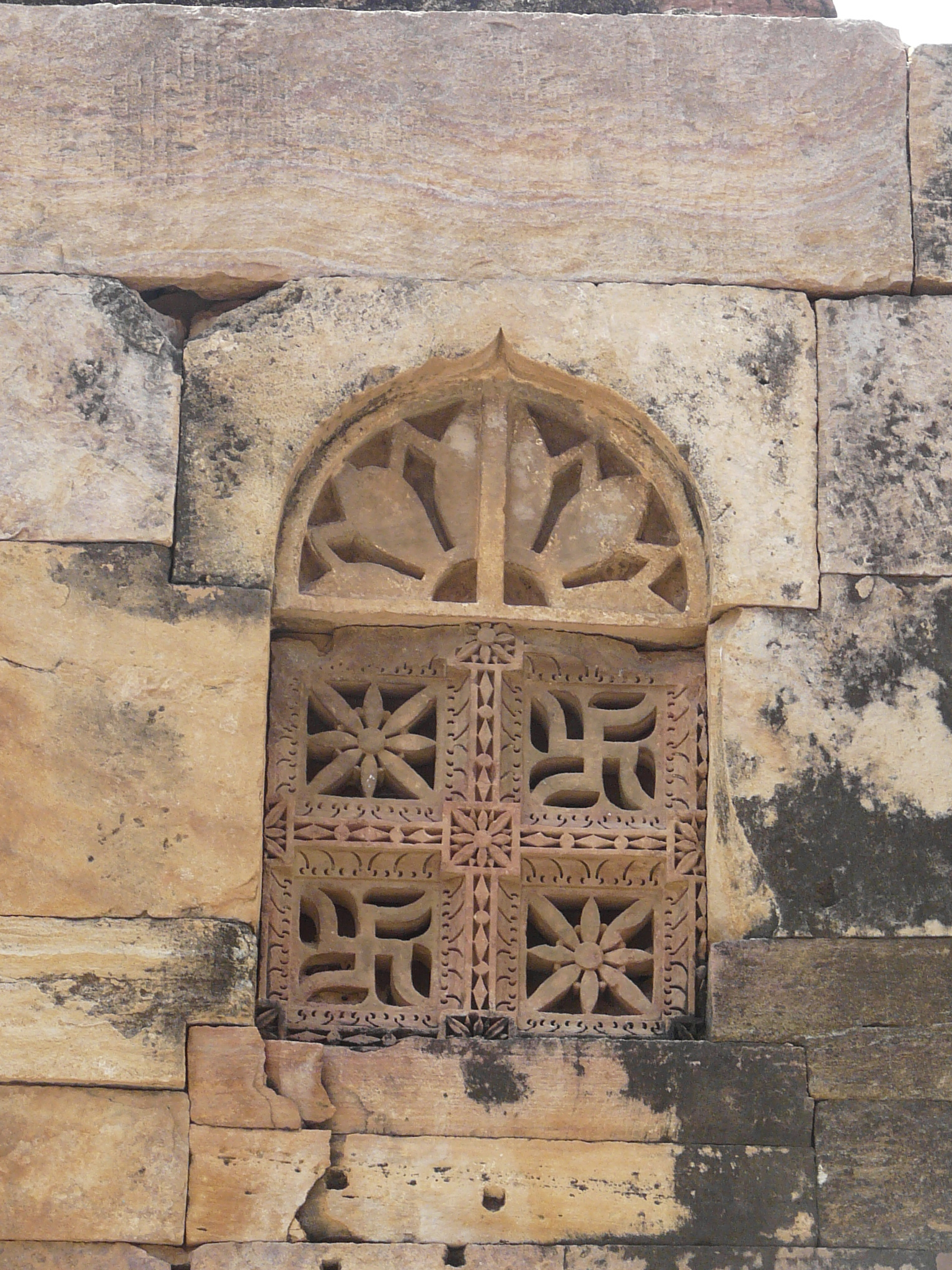
پنجره
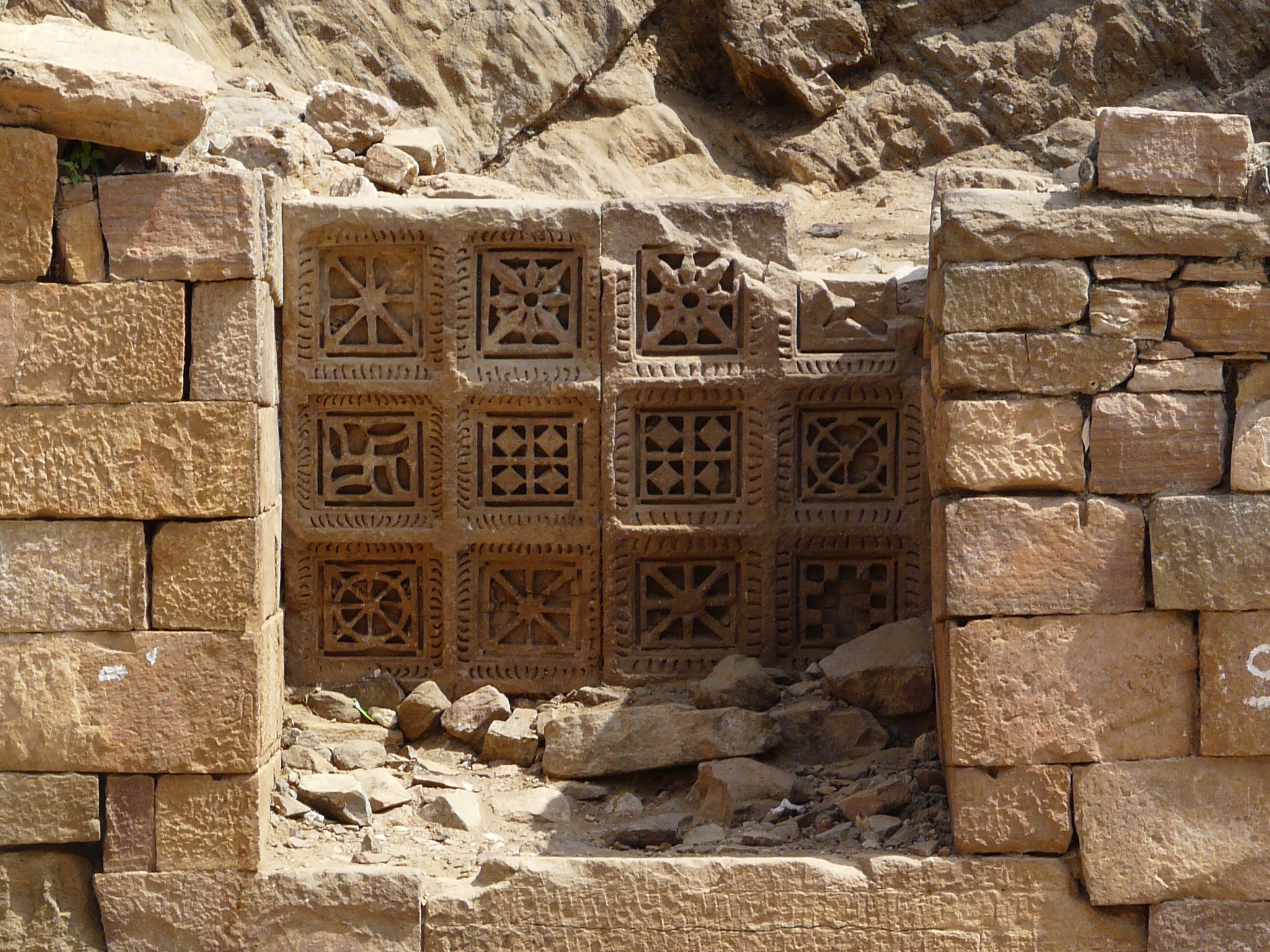
طاقچه
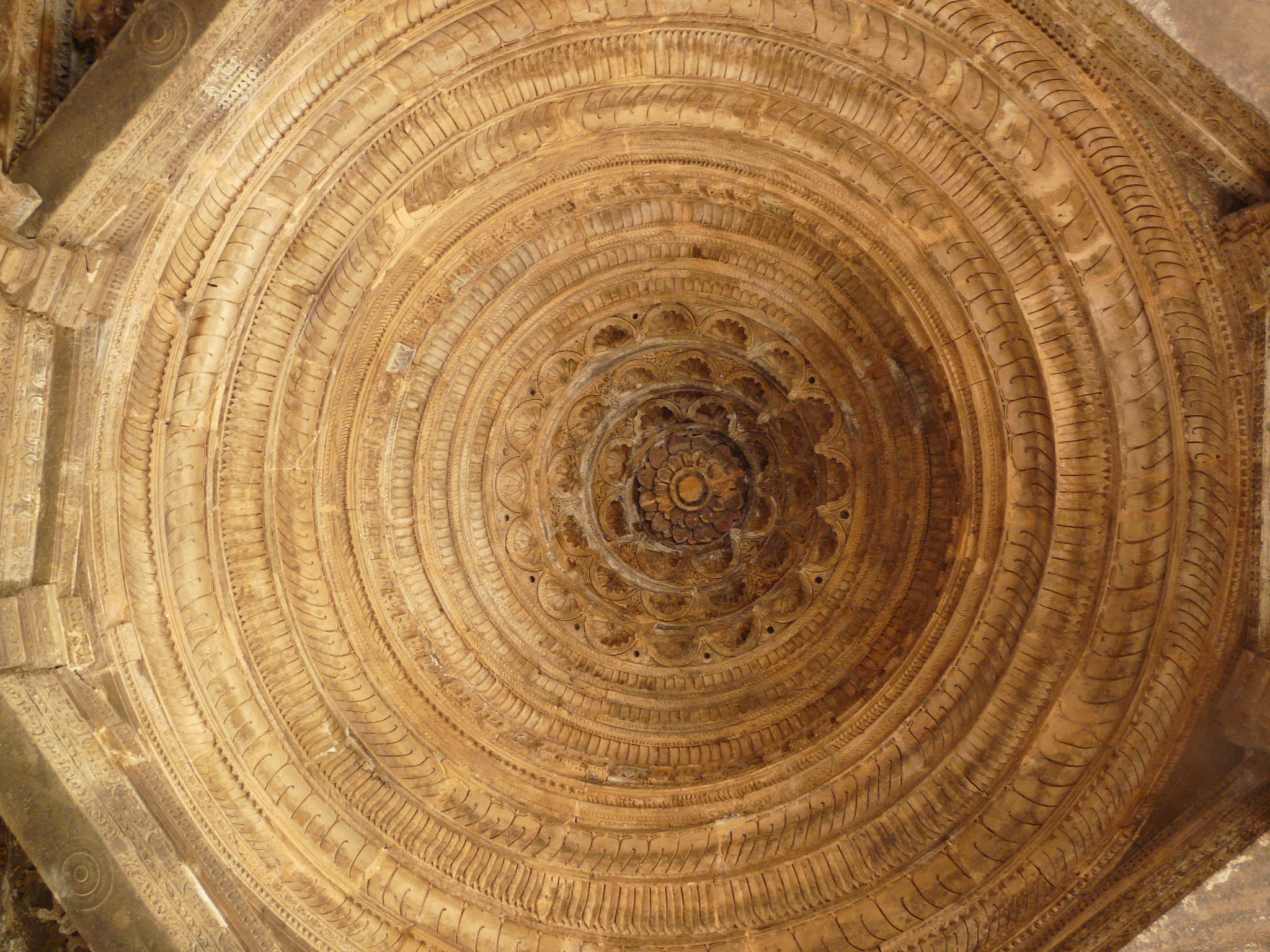
فضای داخلی گنبد
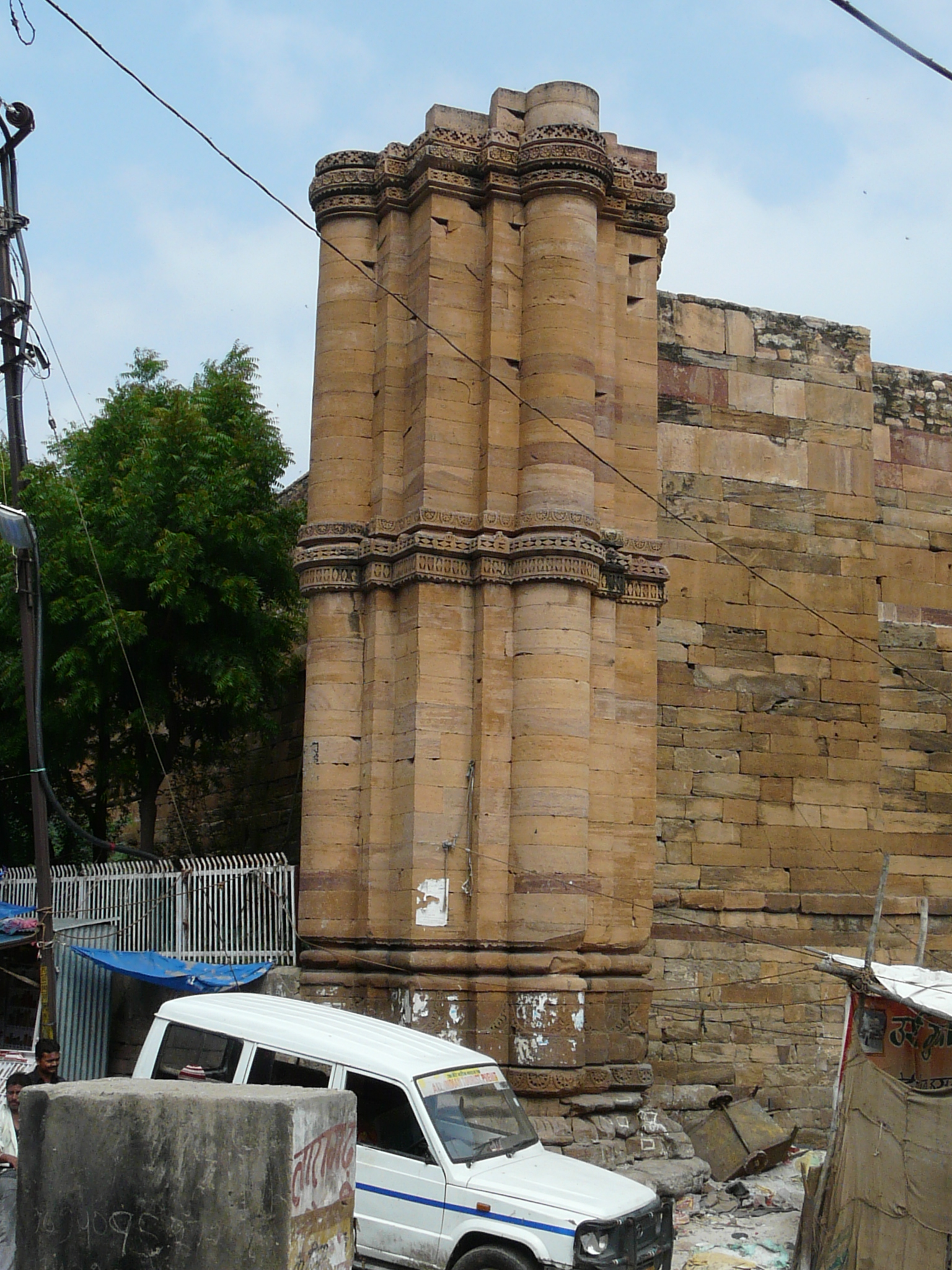
مناره
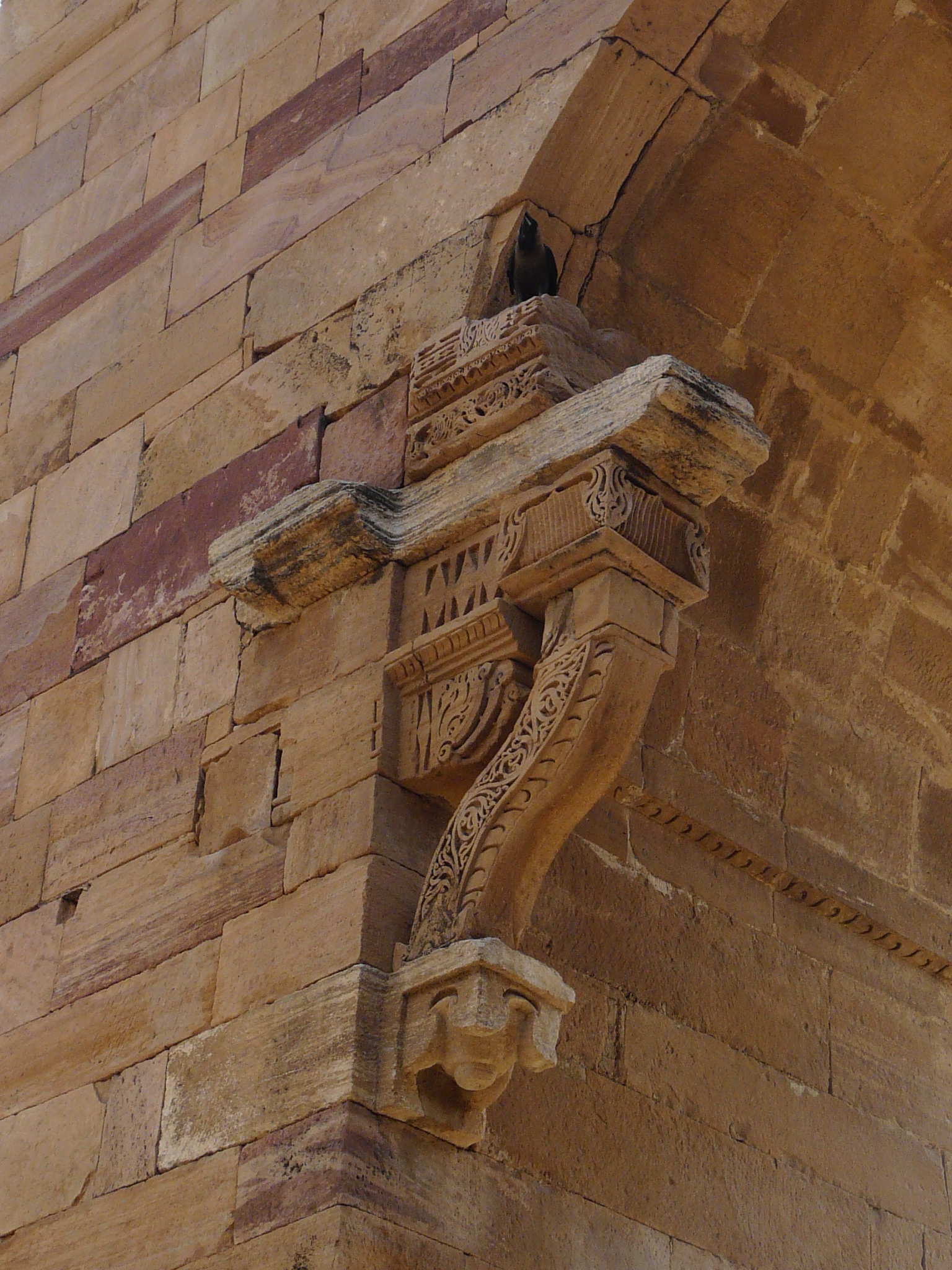
سگدشت
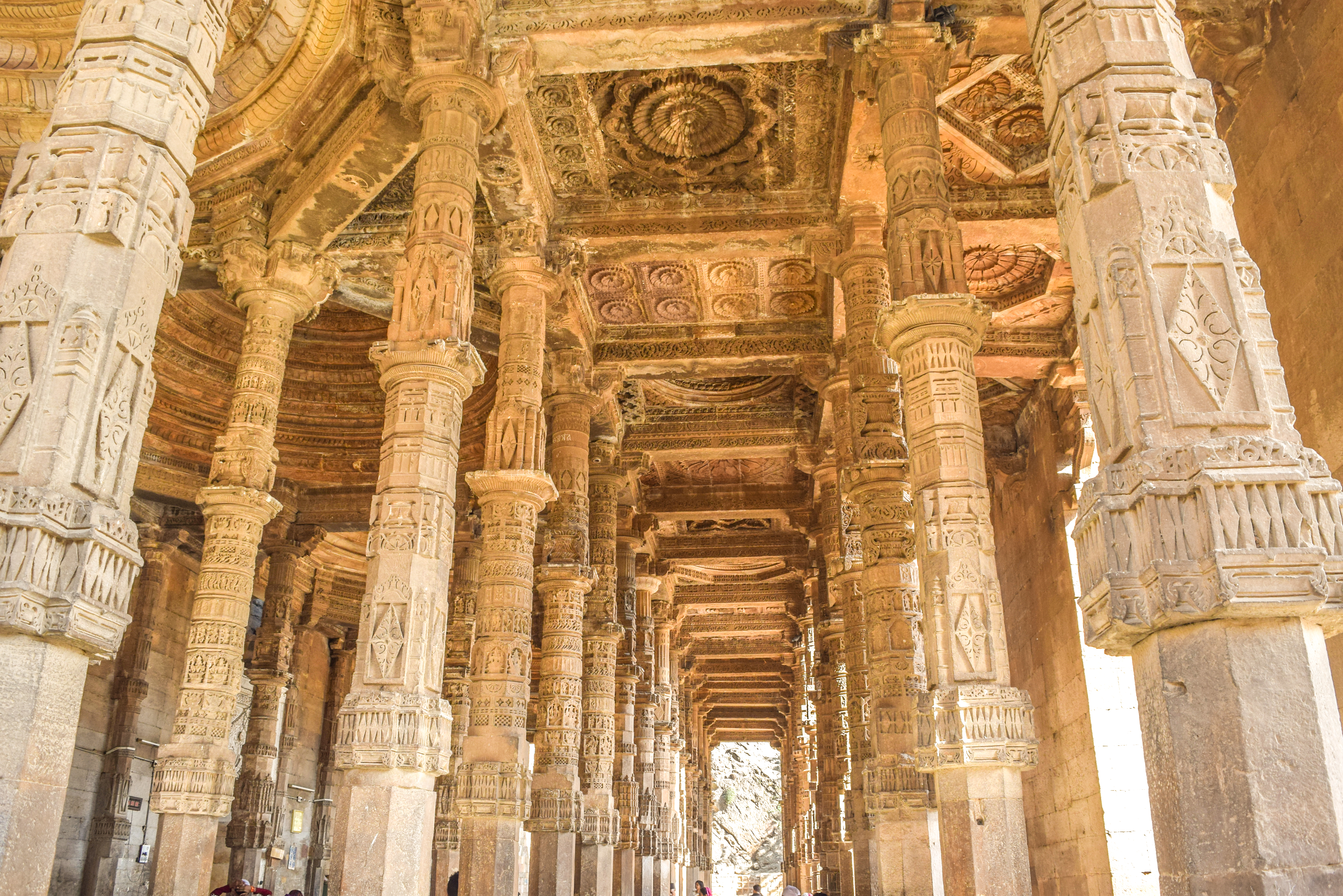
ستون‌های طاق